# ری پیترسون
ری پیترسون (انگلیسی: Ray Peterson؛ ۲۳ آوریل ۱۹۳۹ – ۲۵ ژانویهٔ ۲۰۰۵) یک موسیقی‌دان اهل ایالات متحده آمریکا بود. وی بین سال‌های ۱۹۵۸ تا ۱۹۷۲ میلادی فعالیت می‌کرد.